# Xã Lake, Quận Greene, Arkansas
Xã Lake (tiếng Anh: Lake Township) là một xã thuộc quận Greene, tiểu bang Arkansas, Hoa Kỳ. Năm 2010, dân số của xã này là 205 người.